# Sydney Edouard
Sydney Edouard, né le 31 mars 1985, est un joueur français de rugby à XV qui évolue au poste d'ailier.

## Carrière
- 2004-2008[réf. nécessaire] : Blagnac SCR
- 2008-2009[réf. nécessaire] : CA Lannemezan
- 2009-2010[réf. nécessaire] : SC Graulhet
- 2010-2011[réf. nécessaire] : US L'Isle-Jourdain

## Palmarès
- 2007 : finaliste de Fédérale 1 avec Blagnac SCR
- 2009 : vainqueur du Trophée Jean Prat en Fédérale 1 avec le CA Lannemezan